# 川村清一
川村 清一（かわむら せいいち、1911年3月23日 - 2004年7月16日）は、日本の政治家。元参議院議員（3期・日本社会党）、元北海道議会議員。
北海道小樽市生まれ。函館師範学校（現在の北海道教育大学函館校）卒。1946年北海道教職員組合情報宣伝部長、1948年浦河町立浦河第一中学校校長を経て、1955年日本社会党から北海道議会議員に初当選。1963年日本社会党北海道本部委員長。1965年の同党公認で第7回参議院議員通常選挙にて初当選。以後連続3期。参議院農林水産委員会理事を長く務め、1979年に再び同党北海道本部委員長に就任。横路孝弘の知事選の裏方役に徹し、横路道政誕生に尽力した。1983年横路知事の誕生と共に引退。1993年、勲二等旭日重光章受章。